# 이희주
이희주(1972년 ~ )는 대한민국의 여자 농구 선수였다. 신장은 178cm, 포지션은 센터이다.
1991년 선일여자고등학교를 졸업하고 실업팀 태평양화학에 연고 선수로 입단했다. 대한민국 여자 농구 국가대표팀에 뽑혔고, 1995년 농구대잔치에서는 012 점보대상 수비상을 수상했다. 1996년 실업팀에서 은퇴하고 이화여자대학교에 진학하였고, 현재 수원 영복여자고등학교에서  체육교사로 재직하고 있다.

## 경력
- 1991년 2월  선일여자고등학교  졸업
- 1991년 3월  태평양화학  입단
- 1993년  동아시아대회  (  상하이  ) 은메달
- 1994년  아시안게임  (  히로시마  ) 금메달
- 1995년 농구대잔치  012점보대상 수비상
- 1996년  이화여자대학교  입학
- 2000년  이화여자대학교대학원  석사
- 2001년  영동세브란스  가정의학과 의사 손중천씨와 결혼
- 현재 수원 영복여자고등학교 체육,무용교사